# Коглан, Тимоти
Сэр Тимоти Августин Коглан (англ. Timothy Augustine Coghlan, 9 июня 1855, Сидней, Новый Южный Уэльс, Британская империя — 30 апреля 1926, Лондон, Мидлсекс, Англия, Британская империя) — австралийский экономист, статистик, историк, инженер и дипломат. Кавалер ордена Британской империи (1918) и ордена Имперской службы (1903). Рыцарь-бакалавр (1914). Член лондонского Королевского статистического общества с 1893. Автор многочисленных книг по статистической теории и соавтор статей для 11 издания Британской энциклопедии. Генеральный агент Нового Южного Уэльса в Лондоне с 1905 до самой смерти.
Коглан де-факто заново разработал статистику для Нового Южного Уэльса. Выпущенный им в 1886 «Справочник-спутник по статистическому регистру» предвосхитил развитие технологий, а изданная в первый раз год спустя книга «The Wealth and Progress of New South Wales» была высоко оценена и стала официальным ежегодником правительства.
Его фундаментальный труд под названием «Labour and Industry in Australia from the first Settlement in 1788 to the Establishment of the Commonwealth in 1901» считается одним из самых важных источников информации по истории Австралии.

## Ранняя жизнь
Тимоти Августин Коглан родился в Сиднее, в ирландской семье. Его отцом был Томас Коглан, а матерью — Доркас Коглан, урождённая Джордан. Тимоти получил начальное образование в школе на Кливленд-стрит, после чего перевёлся в сиднейскую гимназию, самую престижную школу города. В ходе обучения Тимоти подрабатывал на выделке шерсти. В 1870 году, в возрасте 15 лет он подал документы в магистратуру в элитную государственную школу на Форт-Стрит, но покинул её два года спустя. В апреле 1873 года он поступил в качестве курсанта в отдел речного судоходства департамента общественных работ Нового Южного Уэльса.
У Коглана были хорошие отношения с начальством, поэтому он достаточно быстро продвинулся вверх по карьерной лестнице. 11 лет спустя он был на должности помощника инженера с зарплатой в 400 фунтов стерлингов в год. Больше всего в этой работе его привлекали цифры и математический расчёты, поэтому он поступил в высшее учебное заведение — Институт гражданского строительства в Лондоне.

## Карьера статистика и экономиста
В 1886 году Коглан обратился за юридической поддержкой к премьер-министру Нового Южного Уэльса Джорджу Диббсу. Его целью было получение должности государственного статистика. Диббс согласился и назначил Коглана в июле этого же года. Это назначение было оценено как спорное и вызвало волну негодования в правительстве. Диббс временно подал в отставку. На его место был назначен Патрик Дженнигс.
Несмотря на недовольство членов парламента его назначением, Коглан продержался на своём посту 19 лет. Он не мог работать на своём месте первые шесть месяцев. Но в это время Тимоти выпустил две книги — «New South Wales Statistical Register» и «Справочник-спутник по статистическому регистру». Если первая книга представляла собой стандартный справочник, ничем не отличающийся от остальных, то во второй книге Тимоти предвосхитил собственные инициативы и технологии по развитию традиционной статистики. Эти идеи нашли своё применение в «The Wealth and Progress of New South Wales» — следующей книге Коглана, выпущенной уже в 1887 году. Книга была крайне высоко оценена и переиздавалась практически каждый год. Тимоти является автором ряда теорий о связи роста населения колонии с её процветанием.
С 1887 по 1890 год Коглан выступал в качестве консультанта различных правителей Нового Южного Уэльса по вопросам налогообложения и законопроектов о банковских и прочих финансовых организациях. С 1888 года Коглан стал активным сторонником экономического прогресса Нового Южного Уэльса через свободную торговлю. Из-за этого его работа вызывала критику и непринятие со стороны протекционистов-консерваторов, однако это не помешало ему заслужить высокую репутацию как в стране, так и во всём мире. После 1890-х годов к Тимоти активно обращались за консультациями по вопросам избирательной реформы и реформы местной системы управления.
В 1891 году в колонии по разработанной Когланом совместно с шотландским статистиком Робертом Маккензи Джонстоном методике была проведена перепись населения. После этого под руководством Тимоти был написан отчёт о проведённой работе, направленный в Лондон. Своими работами он привлёк внимание ирландского и английского статистов, благодаря которым был принят в лондонское Королевское статистическое общество.
В 1894 году Тимоти выпустил книгу «A Statistical Account of the Seven Colonies of Australasia», также неоднократно перевыпущенную, которая вызвала большой интерес в среде экономистов. Её сравнивали с работами Викторианского экономиста и статиста Генри Хейтера,.которые были выпущены ранее.
Тимоти также внёс свой существенный вклад в общественную дискуссию по финансовым вопросам создания федерации. Он настаивал на сохранении гарантий и привилегий для Нового Южного Уэльса на Национальной Австралазийской конвенции, чем вызвал симпатию премьер-министров Нового Южного Уэльса Рида и Макмиллана, но способствовал отторжению от себя «ярых федералистов» в лице Бернхарда Уайза и прочих ярых сторонников свободной торговли, готовых «утопить фискальный вопрос», если это приблизит их к федерации. Во время дебатов Рид назначил Тимоти его своим юридическим представителем, однако когда премьер подписал декларацию о федерации в марте 1898, Коглан отказался от дальнейших дебатов.
В 1905 году Тимоти мог стать первым главным статистиком единого государства. Ему было предложено возглавить единое бюро по переписи и статистике. Однако он отказался, заявив премьер-министру Дикину, что имеет обязательства премьером своего штата Джозефом Каррутерсом. Позже он заявил, что Каррутерс угрожал оставить его без пенсии и средств к существованию, если Тимоти согласится на федеральную должность.

## Прочая карьера
Работа Коглана не ограничивалась только сбором статистических данных и написанием книг по статистике. В министерстве Джорджа Диббса он участвовал в разработке законодательства в попытке преодолеть случившийся в 1893 году банковский кризис. Также в 1895 году он, по собственным словам, был «главным архитектором» важнейшего законопроекта о государственной службе в Новом Южном Уэльсе. В январе следующего года Тимоти стал членом Совета по вопросам госслужбы, завоевав репутацию справедливого и честного человека, несмотря на то, что орган критиковали из-за сокращения штатов. В том же году он был и советником по вопросу земельного налога. Данный налог был крайне непопулярен в колонии, и Коглан разделял мнение о его непригодности.
Помимо книг о статистике и экономике, Коглан выпустил популярный иллюстрированный путеводитель под названием «Picturesque New South Wales». Помимо этого он сотрудничал с членом парламента Томасом Юингом, совместно с которым написал две книги — «Progress of Australasia During the Nineteenth Century» в 1903 и «Review of the Rival Railway Schemes for the Connection of the Tableland of New England with a Deep Sea Port on the North Coast» в 1913.
В 1918 году он опубликовал свой самый главный труд — «Labour and Industry in Australia from the first Settlement in 1788 to the Establishment of the Commonwealth in 1901», который описывал историю развития экономики и промышленности в шести колониях и считается одним из важнейших источников информации по истории страны. Также Тимоти является соавтором статей для 11 издания Британской энциклопедии 1911 года.
С 1892 по 1905 год Коглан занимал место регистратора в обществах дружбы. С 1901 по 1905 он был председателем правления пенсионного фонда. В 1905 году он был назначен генеральным агентом Нового Южного Уэльса в Лондоне. Эту должность, с тремя небольшими перерывами, он занимал вплоть до самой смерти. Его смерть 30 апреля 1926 года, в возрасте 70 лет была неожидана, ведь казалось, что он находится в добром здравии. Он был похоронен на Кладбище Святой Марии в северо-восточном районе Лондона Кенсал-Грин.

## Награды
За преданную службу Тимоти был награждён орденом Имперской службы в 1903 году, посвящён в рыцари-бакалавры в 1914 и награждён высшей наградой — Превосходнейшим орденом Британской империи в 1918.

## Семья
27 апреля 1897 года он женился на Хелене Мэри, урождённой Доннели в католической церкви Святого Патрика в Сиднее. Она была дочерью политика Дэниса Доннели. С ней у него было 2 детей — сын Артур и дочь Элен. После смерти Коглан оставил им в наследство 43 197 фунтов стерлингов.

### Комментарии
1. ↑  Шесть колоний — это современные штаты Австралии, седьмая — Новая Зеландия.
2. ↑  Этот закон был выпущен под номером 41a[13].